# Lokal proendliche Gruppe
Eine lokal proendliche Gruppe ist eine topologische Gruppe, die eine proendliche offene Untergruppe hat. Für lokal proendliche Gruppen können glatte Darstellungen definiert werden.

## Beispiele
- Jede proendliche Gruppe ist lokal proendlich.
- Ist {\displaystyle K} ein {\displaystyle p}-adischer lokaler Körper, so ist die Weil-Gruppe {\displaystyle W_{K}} lokal proendlich. Eine proendliche offene Untergruppe ist durch die Trägheitsgruppe {\displaystyle I_{K}} gegeben.
- Die Gruppe {\displaystyle \mathrm {GL} _{n}(\mathbb {Q} _{p})} ist lokal proendlich. Eine proendliche offene Untergruppe ist durch {\displaystyle \mathrm {GL} _{n}(\mathbb {Z} _{p})} gegeben.
- Ist allgemein {\displaystyle G} eine lineare algebraische Gruppe über einem {\displaystyle p}-adischen lokalen Körper {\displaystyle F}, so ist {\displaystyle G(F)} lokal proendlich. Für geeignetes {\displaystyle n} kann {\displaystyle G} als abgeschlossene Untergruppe von {\displaystyle \mathrm {GL} _{n}(\mathbb {Q} _{p})} aufgefasst werden.

## Referenzen
- Bushnell-Henniart: The local Langlands conjecture for GL(2) (= Grundlehren der mathematischen Wissenschaften [Fundamental Principles of Mathematical Sciences]. Band 335). Springer-Verlag, Berlin, New York 2006, ISBN 978-3-540-31486-8, doi:10.1007/3-540-31511-X.